# Ed Piskor
Ed Piskor (Homestead, 28 de julio de 1982-Munhall, 1 de abril de 2024) fue un dibujante de cómics alternativos estadounidense. Piskor fue principalmente conocido por sus trabajos Hip Hop Family Tree, X-Men: Grand Design y la trilogía Red Room. Piskor también era coanfitrión del canal de YouTube Cartoonist Kayfabe junto con el también dibujante de Pittsburgh Jim Rugg. En marzo de 2024, Piskor fue acusado a través de las redes sociales de mala conducta sexual. Piskor murió el 1 de abril de 2024, a la edad de 41 años, horas después de publicar una nota de suicidio a través de sus cuentas en redes sociales, defendiéndose de las acusaciones formuladas contra él.

## Biografía
Edward Piskor nació en Homestead, Pensilvania, el 28 de julio de 1982. Durante su niñez estuvo fascinado por los cómics. Era un gran aficionado a los cómics convencionales como The Amazing Spider-Man, pero su interés por los cómics alternativos se desarrolló rápidamente cuando, con 9 años, vio un documental que presentaba a Harvey Pekar leyendo una de sus historias de American Splendor. Sus influencias más importantes fueron Harvey Kurtzman, Will Eisner, Jack Kirby, Robert Crumb, Daniel Clowes, Chris Ware, Kim Deitch,  Gilbert Shelton y Frank Miller. 
Al terminar la enseñanza secundaria, Piskor asistió a la The Kubert School, durante un año, que describió como una experiencia mixta.  Volviendo a Pittsburgh, Piskor estableció contacto con otros dibujantes locales como Jim Rugg, Paulette Poullet, Pat Lewis, Tom Scioli y Mark Zingarelli. 

## Carrera
En 2003, Piskor empezó a colaborar con Jay Lynch en cómics para Mineshaft, mientras trabajaba en su propio minicómic, Deviant Funnies, publicado por primera vez en 2004.  Además, el minicómic autobiográfico de Piskor Isolation Chamber se publicó en 2004-2005. 
Durante este período, Piskor empezó a trabajar con Harvey Pekar, su primera tarea importante fue ilustrar historias de American Splendor: Our Movie Year (2004), que elabora la experiencia de Pekar después del estreno de la película American Splendor.  Piskor también ilustró la novela gráfica de Pekar Macedonia, sobre "una joven estudiante que viaja de EEUU a Macedonia para intentar entender cómo el país ha sobrevivido a la ruptura de Yugoslavia, sin entrar en una guerra civil como lo hicieron las naciones vecinas".  Pekar describió su colaboración como "...una de las mejores relaciones laborales que he tenido nunca". Macedonia se publicó en 2007 a través de Villard Books.   Piskor volvió a trabajar con Pekar en The Beats: A Graphic History, publicado en 2009.
De 2008 a 2011, Piskor publicó Wizzywig, su propia serie de cómics sobre un prodigio que se fascina con la ingeniería social, el pirateo telefónico y, finalmente, la piratería informática.    Wizzywig recopilado fue publicado por Top Shelf Productions en 2012.
La serie Hip Hop Family Tree, ganadora del Premio Eisner, es un relato histórico de la cultura hip hop y de los artistas que han dado forma al género. El proyecto comenzó en enero de 2012, publicado por Piskor en el sitio web Boing Boing como una "función en curso semi-regular"  de una página, que se ejecutó, mayoritariamente semanalmente, hasta diciembre de 2015. Hip Hop Family Tree fue recopilado y publicado por Fantagraphics en cuatro libros de 2013 a 2021.
De 2017 a 2019,  Piskor escribió e ilustró X-Men: Grand Design,  una serie de tres volúmenes centrada en la historia de los X-Men, para Marvel Comics. 
En 2020, Piskor empezó a serializar una novela gráfica titulada Red Room en su página de Patreon. La historia completa se publicó en tres volúmenes publicados por Fantagraphics de 2021 a 2024. 
En enero de 2024, Piskor comenzó a publicar una tira cómica diaria en línea, Switchblade Shorties, que siguió las (des)aventuras de cinco chicas traviesas en los años noventa. La serialización quedó sin terminar por la muerte de Piskor.

## Cartoonist Kayfabee historiador del cómic
La serie de YouTube Cartoonist Kayfabe, creada por Piskor y Jim Rugg, tuvo un impacto significativo en la comunidad comiquera al revisar los cómics clásicos, discutir los procesos e historias que hay detrás y con comentarios de personajes notables de la industria (El término "kayfabe" se refiere generalmente a la representación de eventos escenificados dentro del mundo de la lucha libre profesional como reales, incluida la presentación de la competencia, rivalidades y personajes. Piskor y Rugg cambiaron este enfoque a la industria del cómic). Cartoonist Kayfabe ha acumulado más de 1.800 vídeos en su biblioteca desde su creación.
La serie sobresalió a la hora de relacionarse con creadores de cómics fundamentales, preservando y celebrando así la historia de los cómics mediante debates ricos y detallados. Este enfoque no sólo educó a los espectadores sobre el arte y la narración de cómics, sino que también celebró el legado de las series de cómics influyentes y sus creadores.  Uno de los logros más destacados de la serie fue reunir a Kevin Eastman y Peter Laird para hacer comentarios  sobre sus cómics emblemáticos de las Tortugas Ninja. 
Tras la muerte de Piskor, Rugg continuó publicando en línea durante varias semanas las conversaciones que había grabado previamente, a petición de Piskor. En julio de 2024, se publicó un vídeo del 'Panel conmemorativo de Ed Piskor' de HeroesCon 2024.

## Denuncias y muerte
En marzo de 2024, la dibujante Molly Dwyer acusó a Piskor de haberse comunicado inadecuadamente con ella a través de las redes sociales en 2020 cuando tenía 17 años. Una segunda dibujante llamada Molly Wright le acusó de ofrecerle cambiar un contacto de la industria por un favor sexual en el pasado. Piskor suprimió tanto su cuenta como la de Cartoonist Kayfabe en X. También suprimió brevemente el canal de YouTube antes de restaurarlo con los comentarios eliminados.   Las acusaciones llevaron al aplazamiento indefinido de una exposición con originales de Piskor que se había previsto que se ejecutara entre el 6 de abril de 2024 y agosto de 2024.  Ese mismo día, un reportero de las noticias de la cadena televisiva local WTAE-TV que informaba sobre la cancelación del programa de YouTube visitó las casas tanto de Piskor como de sus padres. En la noticia que se emitió no se difuminó o pixeló los números a la vista de ninguna de las dos casas.  El 30 de marzo, el copresentador de Cartoonist Kayfabe, Jim Rugg, anunció que había decidido acabar su relación profesional con Piskor a consecuencia de las acusaciones.  
Piskor murió el 1 de abril de 2024 en Munhall, Pensilvania, a la edad de 41 años.   El anuncio de su muerte se produjo varias horas después de que colgara una larga nota en su cuenta en Facebook, insinuando su intención de suicidarse.   Al escribir sobre la semana anterior, Piskor se refirió a las acusaciones, la cancelación de su muestra de arte, la pérdida de un acuerdo de 75.000 dólares, la separación profesional de Rugg y el reportero que se presentó en su casa y la de sus padres y difundió sus direcciones como "demasiado".  Se dirigió directamente a Dwyer y a los que, según él, habían estado esperando a que esto ocurriera.  En respuesta a sus acusadores, afirmó que las charlas con Dwyer habían sido por amistad y que las dos veces que había tenido relaciones sexuales con Wright fueron consensuadas e iniciadas por ella. Hacia el final de su nota, se dirigió a las personas que le habían prejuzgado y difundido chismes en internet afirmando: "Fui asesinado por acosadores de internet".  
En junio de 2024, Heroes Convention incluyó un panel conmemorativo para Piskor, incluyendo a Rugg, las hermanas de Piskor, Michel Fiffe, Jim Mahfood y Chris Pitzker.  La Eddie P. Comic Con inaugural se anunció para el agosto siguiente.

## Estilo artístico
A principios de su carrera, el trabajo de Piskor se caracterizó por ser "un estilo de cómic alternativo algo descarado, pero muy logrado, que utiliza muchos negros sólidos, sombreados cuidadosos y sólo un trabajo de figuras ligeramente irregular. Su arte tiene una firma madura que no parecería fuera de sitio en cualquiera de las mejores casas de indy comix de los últimos veinte años".  Su trabajo sobre Macedonia fue criticado por ser "rígido" por algunos revisores  pero elogiado por otros por su "tacto elegante y nítido". 

## Premios y nominaciones

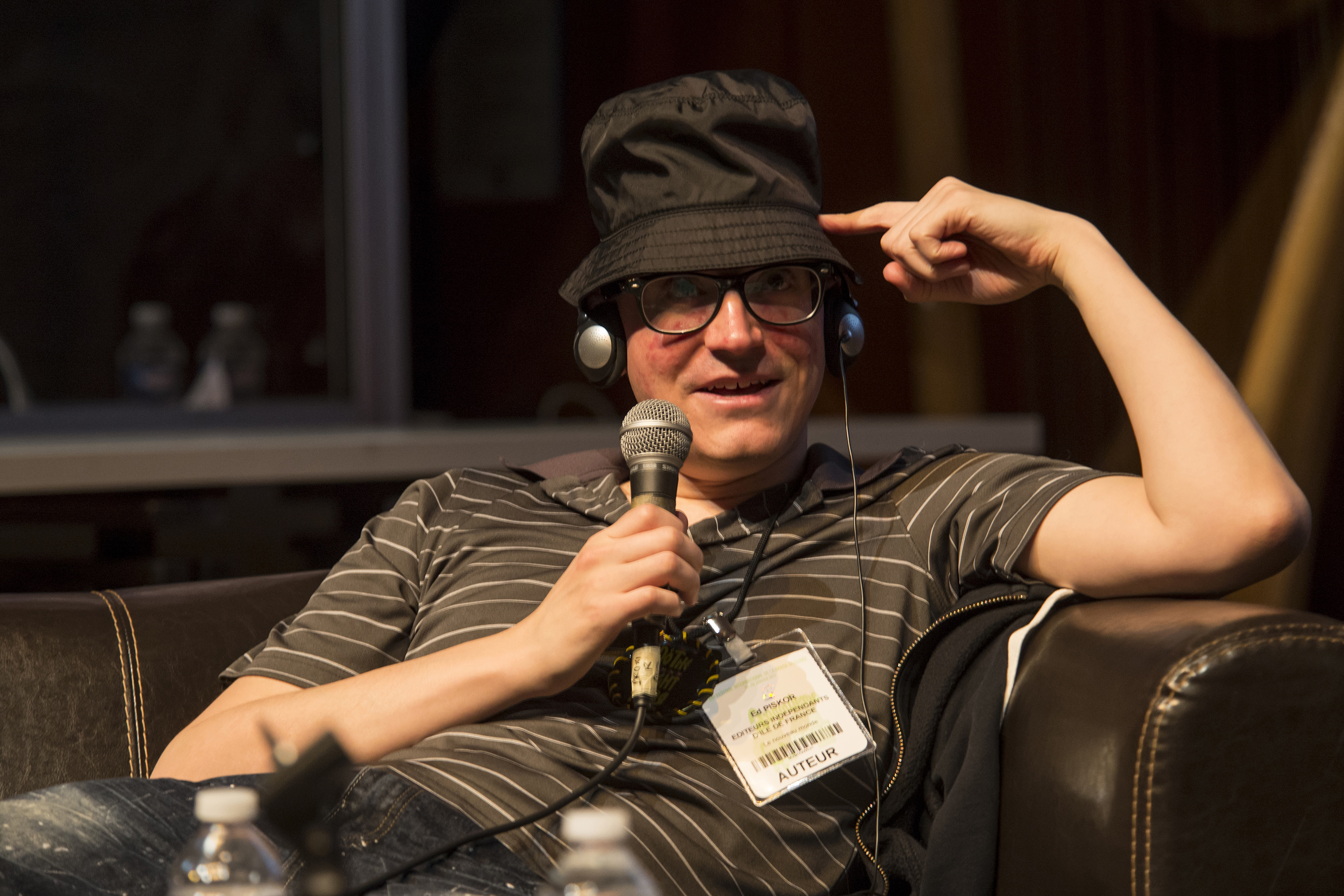
Piskor en 2017 durante el Festival Internacional del Cómic de Angulema.

Recibió el premio Eisner 2015 al mejor trabajo basado en la realidad por Hip Hop Family Tree Book 2,  y un premio Dragon 2019 a la mejor novela gráfica por X-Men: Grand Design - Second Genesis. 
- 2024 Premio Eisner por la reimpresión de Hip Hop Family Tree - The Omnibus.

Además, fue nominado a otros premios:
- 2013: (nominación) Premio Eisner al mejor diseño de publicación por Wizzywig (Ed Piskor y Chris Ross). [38]
- 2014:
  - (nominación) Premio Eisner a la mejor letra para Hip Hop Family Tree Book 1: 1970s–1981.[39]
  - (nominación) Premio Eisner al mejor trabajo basado en la realidad para Hip Hop Family Tree Book 1: 1970s–1981.[40]
  - (nominación) Premio Ignatz al artista destacado por Hip Hop Family Tree Book 1: 1970s–1981.[41]
- Premio Eisner 2015 al mejor trabajo basado en la realidad para Hip Hop Family Tree Book 2: 1981–1983.[42] [43]
- 2016:
  - (nominación) Premio Eisner al mejor artista de portada por Hip Hop Family Tree Book 3: 1983–1984.[44]
  - (nominación) Premio Eisner al mejor trabajo basado en la realidad para Hip Hop Family Tree Book 3: 1983–1984.[45]
- 2018: (nominación) Premio Eisner al mejor dibujo para X-Men: Grand Design.

## Obras

##### Colaboraciones
- Tinnell, Robert (2005). Feast of the Seven Fishes. Allegheny Image Factory.
- Pekar, Harvey (2007). Macedonia. New York, NY: Villard/Random House. ISBN 9780345498991.
- Pekar, Harvey (2009).  Buhle, ed. The Beats: A Graphic History. Hill & Wang. ISBN 978-0-285-63858-7. — additional writing by Nancy Peters, Penelope Rosemont, Joyce Brabner, Trina Robbins, and Tuli Kupferberg; art mostly by Piskor, with additional art by Jay Kinney, Nick Thorkelson, Summer McClinton, Peter Kuper, Mary Fleener, Gary Dumm, Lance Tooks, Jeffrey Lewis, Jerome Neukirch, Anne Timmons, and Gary Dumm.

###### Proyectos en solitario
- Piskor, Ed (2012). Wizzywig. Marietta, Ga.: Top Shelf Productions. ISBN 9781603090971.
- Piskor, Ed (2013). Hip Hop Family Tree: 1970s–1981. Seattle, Washington: Fantagraphics Books, Inc. ISBN 9781606996904.
- Piskor, Ed (2017). Hip Hop Family Tree: 1981–1983. Seattle, Washington: Fantagraphics Books, Inc. ISBN 9781606997567.
- Piskor, Ed (2021). Hip Hop Family Tree: 1983–1984. Seattle, Washington: Fantagraphics Books, Inc. ISBN 9781606998489.
- Piskor, Ed (2021). Hip Hop Family Tree: 1984–1985. Seattle, Washington: Fantagraphics Books, Inc. ISBN 9781606999400.
- Piskor, Ed (2018). X-Men: Grand Design. New York, NY: Marvel Worldwide, Inc. ISBN 9781302904890.
- Piskor, Ed (2018). X-Men: Grand Design – Second Genesis. New York, NY: Marvel Worldwide, Inc. ISBN 9781302904906.
- Piskor, Ed (2019). X-Men: Grand Design – X-Tinction. New York, NY: Marvel Worldwide, Inc. ISBN 9781302904913.
- Piskor, Ed (2021). Red Room: The Antisocial Network. Seattle, Washington: Fantagraphics Books, Inc. ISBN 9781683964681.
- Piskor, Ed (2022). Red Room: Trigger Warnings. Seattle, Washington: Fantagraphics Books, Inc. ISBN 9781683965602.
- Piskor, Ed (2024). Red Room: Crypto Killaz!. Seattle, Washington: Fantagraphics Books, Inc. ISBN 9781683969303.